# 익사일
《익사일》(Exiled)은 홍콩에서 제작된 두기봉 감독의 2006년 범죄, 드라마 영화이다. 장요양 등이 주연으로 출연하였다.

## 출연

### 주연
- 장요양
- 임설

### 조연
- 조시 호
- 장가휘
- 임현제
- 임달화
- 장요양
- 임가동
- 황추생
- 오진우